# Protaetia peregrina
Protaetia peregrina är en skalbaggsart som beskrevs av Herbst 1790. Protaetia peregrina ingår i släktet Protaetia och familjen Cetoniidae. Inga underarter finns listade i Catalogue of Life.